# Klevs gästgiveri

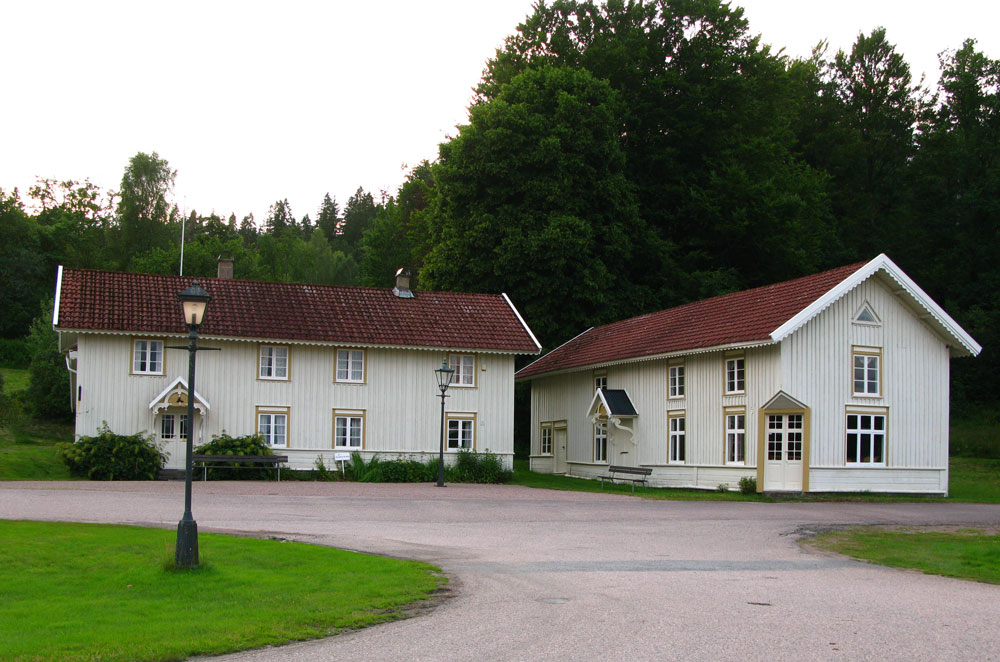
Klevs hembygdsgård.

Klevs gästgiveri är en restaurang med övernattningsmöjligheter i Mårdaklev i Svenljunga kommun i Sverige.
Gästgiveritet ägs av en stiftelse. Gästgiveriet har anor från 1600-talet och är byggnadsminne sedan 22 februari 1988. I den omgivande kulturmiljön finns ett museum, som drivs av Mårdaklevs naturskyddsförening. I nära anslutning till gästgiveriet ligger Klevs naturreservat och strax i nordost ligger Mårdaklevs kyrka.